# Air Boarder 64
Air Boarder 64 é um jogo de corrida futurista para Nintendo 64 lançado em 1998. Ele seria lançado com o nome AirBoardin' USA na América do Norte pela ASCII Entertainment, mas foi cancelado.